# Adelidoria glauca
Adelidoria glauca är en insektsart som först beskrevs av Kirby 1891.  Adelidoria glauca ingår i släktet Adelidoria och familjen Flatidae. Inga underarter finns listade i Catalogue of Life.